# Времена Харви Милка
«Времена́ Ха́рви Ми́лка» (англ. The Times of Harvey Milk) — документальный фильм американского режиссёра Роба Эпштейна 1984 года.

## Сюжет
В своём документальном фильме Роб Эпстайн воспроизводит историю жизни Харви Милка, переданную в рассказах его современников — участников и свидетелей драматических событий в Сан-Франциско 1970-х годов.
Помимо воспоминаний друзей и соратников Милка, в фильме использовано множество архивных документальных кадров: интервью с Харви Милком и мэром Джорджем Москоне, интервью с Дэном Уайтом, который впоследствии стал их убийцей.
В фильме показаны кадры, снятые в здании муниципалитета Сан-Франциско сразу после убийства Милка и мэра Москоне, хроникальные кадры массовых выступлений в Сан-Франциско: многотысячное поминальное шествие 27 ноября 1978 года вечером после убийства, хроника массовых беспорядков 21 мая 1979 года — «бунта „Белой ночи“» — после вынесения неожиданно мягкого приговора Дэну Уайту, а также множество других исторических видеозаписей.
Весь этот материал выстроен в хронологическом порядке и даёт возможность последовательно проследить за ходом тех исторических событий «Времён Харви Милка».

## В фильме участвуют
- Харви Милк (англ. Harvey Milk) — (архивные записи) 
— член муниципального наблюдательного совета Сан-Франциско, лидер движения за права гомосексуалов в США 1970-х годов
- Джордж Москоне (англ. George Moscone) — (архивные записи) 
— мэр Сан-Франциско.
- Дэн Уайт (англ. Dan White) — (архивные записи) 
— член муниципального наблюдательного совета Сан-Франциско, убийца Харви Милка и мэра Москоне.
- Джон Бриггс (англ. John Briggs) — (архивные записи) 
— сенатор штата Калифорния, организатор кампании за запрет геям работать в государственных школах штата.
- Дайэнн Файнстайн (англ. Dianne Feinstein) — (архивные записи) 
— президент муниципального наблюдательного совета Сан-Франциско.
- Салли Герхард[англ.] (англ. Sally Gearhard) 
— профессор университета, открытая лесбиянка, участница теледебатов между Харви Милком и Джоном Бриггсом.
- Джим Эллиот (англ. Jim Elliot) 
— водитель, член профсоюза Teamsters, которому Харви Милк помог организовать бойкот пива Coors.
- Генри Дер (англ. Henry Der) 
— исполнительный директор организации «Китайцы за конструктивное действие».
- Энн Кроненберг (англ. Anne Kronenberg) 
— организатор последней предвыборной кампании Харви Милка.
- Тори Хартман (англ. Tory Hartmann) 
— политолог, участница кампании Харви Милка.
- Том Аммиано (англ. Tom Ammiano) 
— школьный учитель, гей, соратник Милка.
- Билл Крауз (англ. Bill Kraus) 
— гей-активист.
- Жаннин Йоманс (англ. Jeannine Yeomans) 
— телерепортёр.
- Текст за кадром читает Харви Файерстин.

## Художественные особенности
Фильм содержит много масштабных документальных съемок улиц Сан-Франциско времен Харви Милка, демонстраций протеста и митингов конца 70-х годов, эксклюзивных кадров дружеских посиделок, архивных выдержек из информационных лент, интервью сподвижников и современников Харви.

## Награды
- Премия «Оскар» Американской академии киноискусства в номинации «лучший документальный фильм», 1985 год.
- Специальный приза жюри на первом кинофестивале «Сандэнс» в штате Юта в 1985 году.
- Премия «Бостонской ассоциации кинокритиков», 1985 год.
- Премия «Международной ассоциации документалистов», 1985 год.
- Премия «Эмми», «Лучшие новости и документалистика», 1985 год.
- Приз зрительских симпатий на Международном Лесби и Гей Кинофестивале в Сан-Франциско, 1985 год[1].

## Критика
Некоторые отзывы критиков о фильме:
Это возвращение в прошлое, фильм чрезвычайно поглощает, он проливает свет на десятилетие в жизни этого исполненного величием американского города и на жизнь Милка и Москоне, благодаря которым это место стало более притягательным. (Роджер Эберт)
… документальная картина Эпштейна позволяет представить, каким человеком был Харви Милк, тот самый Харви, образ которого почти что обожествил в своем биографическом фильме Гас Ван Сент. Некоторые подробности жизни Милка здесь не упоминаются… Несмотря на сходство между двумя фильмами, существует четкая разница в целях. Картина Ван Сента – это попытка нарисовать портрет Харви Милка. Фильм Эпштейна, как и следует из его названия, о времени в котором Милк жил и был убит. Разница небольшая, но такова, что два фильма прекрасно дополняют друг друга. (Кен Ханке)

## Культурное влияние
Фильмы «Времена Харви Милка» и «Харви Милк» очень похожи по восприятию и влиянию на зрителя, отличие состоит лишь, в том, что они лежат в разных жанровых категориях. Фильм Роба Эпстайна, несомненно,  оказал определенное влияние на Гаса Ван Сента и на его  художественного «Харви Милка».